# Oswald Gracias
Oswald Gracias (Mumbai, 24 de dezembro de 1944) é um cardeal da Igreja Católica indiano, atual arcebispo emérito de Bombaim.

## Biografia
Nascido em Bombaim, é filho de Jervis e Aduzinda Gracias, natural de Orlim em Salcete, Goa. Assim, ele se considera como um goês católico. Ele completou seus estudos escolares na Escola de São Miguel em Mahim e ingressou na faculdade no Colégio Jesuíta São Francisco Xavier, em Mumbai. Depois de um ano, entrou no Seminário São Pio X em Bombaim, onde estudou filosofia e teologia. Ali foi ordenado presbítero, em 20 de dezembro de 1970, pelo cardeal Valerian Gracias, arcebispo de Bombaim.
Foi chanceler e secretário do bispo de Jamshedpur, entre 1971 e 1976, quando vai a Roma, para estudar na Pontifícia Universidade Urbaniana até 1982, onde obteve o doutorado em direito canônico e um diploma em jurisprudência. Ele também obteve o bacharelado em sociologia e ciências políticas. De volta a Bombaim foi nomeado chanceler, juiz do tribunal metropolitano e vigário judicial. Desde 1991, ele também foi consultor arquidiocesano, professor visitante do Seminário de Bombaim e dos Seminários Pontifícios de Poona e Bangalore e também presidente da Sociedade de Direito Canônico da Índia.
Em 28 de junho de 1997, o Papa João Paulo II o nomeou bispo-auxiliar de Bombaim, sendo consagrado em 16 de setembro, como bispo-titular de Bladia, no Colégio São Miguel de Mahim onde havia estudado na juventude, por Ivan Dias, arcebispo de Bombaim, coadjuvado por Ferdinand Joseph Fonseca e Bosco Penha, bispos-auxiliares de Bombaim. Foi promovido à arcebispo metropolitano de Agra em 7 de setembro de 2000. Foi transferido para a Arquidiocese de Bombaim em 14 de outubro de 2006, dando entrada solene na Sé em 14 de dezembro.
Em 17 de outubro de 2007, foi anunciada a sua criação como cardeal pelo Papa Bento XVI, no Consistório de 24 de novembro, em que recebeu o barrete vermelho e o título de cardeal-presbítero de São Paulo da Cruz em Corviale. Foi nomeado membro do Pontifício Conselho para os Textos Legislativos e em 12 de junho de 2012, foi nomeado membro da Congregação para a Educação Católica.
Em 13 de abril de 2013, foi nomeado pelo Papa Francisco como membro do Conselho de Cardeais para ajudar o Santo Padre no governo da Igreja Universal e para estudar um projeto de revisão da constituição apostólica Pastor Bonus na Cúria Romana.
Foi presidente da Conferência dos Bispos Católicos da Índia (CBCI), por dois mandatos (de 2010 a 2014 e de 2018 a 2022) e foi presidente da Conferência Episcopal da Índia (CCBI) de rito romano, também por duas vezes (de 2005 a 2011 e de 2013 a 2019). Também serviu como presidente da Federação das Conferências dos Bispos da Ásia (entre 2011 e 2019).

## Conclaves
- Conclave de 2013 - participou da eleição de Jorge Mario Bergoglio como Papa Francisco.